# Juravok, Snovsk
Juravok (în ucraineană Журавок) este un sat în comuna Petrivka din raionul Snovsk, regiunea Cernihiv, Ucraina.

## Demografie
Componența lingvistică a localității Juravok
     Ucraineană (100%)
Conform recensământului din 2001, toată populația localității Juravok era vorbitoare de ucraineană (100%).